# Atrichopogon kribiensis
Atrichopogon kribiensis är en tvåvingeart som beskrevs av Jean-Jacques Kieffer 1921. Atrichopogon kribiensis ingår i släktet Atrichopogon och familjen svidknott. Inga underarter finns listade i Catalogue of Life.